# 第14潜水戦隊
第14潜水戦隊（だい14せんすいせんたい、Submarine Squadron14, SUBRON14）はアメリカ海軍の潜水戦隊。
第二次世界大戦中、ブッシュネル （USS Bushnel,AS-15）は、第14潜水戦隊の幕僚本部を務め、1943年7月から9月までは真珠湾で分遣隊の幕僚本部を務めた。
戦後の同戦隊は、スコットランドのホーリー・ロッホを拠点とする、ポラリスおよびその後継のポセイドンを搭載した艦隊弾道ミサイル (FBM) 潜水艦で構成されていた。戦隊は大西洋潜水艦隊（ComSubLant,Submarine Force, U.S. Atlantic Fleet）の一部だった。戦隊には、ホーリー・ロッホに投錨するプロテウス（USS Proteus,AS-19）以来の潜水母艦および、タグボート、はしけ、小艇、および浮きドック ロスアラモス（Los Alamos,AFDB-7）が含まれていた。
ホーリー・ロッホは、第二次世界大戦中に英国の潜水艦基地であった、深く保護された泊地であり、潜水艦補給船フォース（HMS Forth,A187）がクライドでの潜水艦訓練の支援ユニットとして機能していた。
1956年7月1日に就役すると、戦隊はホーリー・ロッホの艦隊弾道ミサイル補修サイト1（FBM Refit Site 1）に1961年3月3日に到着し1992年の6月に同地を離れた。
1978年後半から1991年11月まで、ウィル・ロジャースはホーリー・ロッホのサイト1に前方展開しており、1991年11月9日、ウィル・ロジャースは同地を離れた。ウィル・ロジャースは同戦隊が非活性化される前にホーリー・ロッホを去った最後の潜水艦であった。

## 第14潜水戦隊に配属された潜水母艦
- プロテウス（USS Proteus,AS-19）－(1961年3月 － 1963年3月)
- ハンリー（USS Hunley,AS-31）－(1963年3月 － 1966年7月) (1982年1月 － 1987年6月)
- サイモン・レイク（USS Simon Lake,AS-33）－(1966年7月 － 1970年5月) (1987年6月 － 1992年6月)
- カノープス（USS Canopus,AS-34）－(1970年5月 － 1975年11月)
- ホランド（USS Holland,AS-32）－(1975年11月 － 1982年1月)

## 第14潜水戦隊に配属されたタグボート
- ナティック（Natick,YTB-760)
- アポプカ（Apopka,YTB-778）
- ソーガス（Saugus,YTB-780）
- ピクァ（Piqua,YTB-793）

## 第14潜水戦隊に配属された支援船
- ロスアラモス（Los Alamos,AFDB-7）（ドライドック）
- YFNB-31[4] - Living/Working Barge: Boat Operations Department
- YFNB-42[5] - 住居・作業用艀（民間人技術員および潜水艦乗員の一時的居住用）
- YD-245 - Floating barge Crane

## 小舟艇
岸壁から艦船まで人員や物資を輸送するために使用される小舟艇も多数あった。これら小舟艇の中には、40フィート（12 mおよび15 m）のユーティリティボート、LCM Mk6およびMk8上陸用舟艇があり、一部の舟艇には人員輸送用に屋根付きの船倉があり、32フィート（9.8 m）の将校モーターボートもあった。部隊のダイバーは、LCMMk6をダイビングボートとして改造した。不確かな遺産の「ボックスL」として知られているボートもあった。

## ポラリス・ミリタリー・タータン
ポラリス・ミリタリー・タータンのアイディアは、1960年代初めに戦隊の代将を務めたウォルター・F.シュライヒ大佐（Captain Walter F Schlech）に由来する。タータンはストローンのアレクサンダー・マッキンタイア（Alexander MacIntyre of Strone）によってデザインされた。タータンは、ブラックウォッチタータンと同じデザインのそれぞれ4つのスレッドに黄色-黒-スカイブルー-黒-黄色のオーバーチェックが追加されている。スカイブルーと黄色は、弾道ミサイル潜水艦の乗員のブルーチームとゴールドチームが交互に乗務することを表していると言われている。このタータンは、アメリカ海軍兵学校のバグバイプ隊のメンバーが着用している。